# Linea Tōkyū Meguro
La  Linea Tōkyū Meguro (東急目黒線?, Meguro-sen) gestita dalla Tōkyū Corporation è una ferrovia a scartamento ridotto che collega le stazioni di Meguro a Tokyo e Den-en-chōfu, situata nei sobborghi periferici della prefettura di Kanagawa. La linea è lunga 11,9 km e conta 13 stazioni. Quasi tutti i treni comunque continuano fino a Hiyoshi usando i binari della linea Tōkyū Tōyoko. La linea Meguro è direttamente collegata con le linee Namboku e Mita della metropolitana di Tokyo, e molti treni proseguono il servizio su queste.

## Servizi e stazioni
Fra Musashi-Kosugi e Meguro sono disponibili servizi espressi dal 25 settembre 2006, estesi poi nel giugno 2008 a Hiyoshi. Il treno espresso permette di risparmiare 5 minuti di viaggio, ed è disponibile ogni 4 o 5 treni locali durante il giorno, con frequenze maggiori durante l'ora di punta.

### Tipologie di servizi
- Locale (普通?, futsū) ("L")
- Espresso (急行?, kyūkō) ("E")

### Stazioni
| Num. | Stazione       | Stazione | E  | Collegamenti                                                                | Posizione            | Posizione |
| ---- | -------------- | -------- | -- | --------------------------------------------------------------------------- | -------------------- | --------- |
| MG01 | Meguro         | 目黒     | ●  | ■Linea Yamanote Tokyo Metro Linea Namboku Toei Linea Mita                   | Shinagawa            | Tokyo     |
| MG02 | Fudōmae        | 不動前   | ｜ |                                                                             | Shinagawa            | Tokyo     |
| MG03 | Musashi-Koyama | 武蔵小山 | ●  |                                                                             | Shinagawa            | Tokyo     |
| MG04 | Nishi-Koyama   | 西小山   | ｜ |                                                                             | Shinagawa            | Tokyo     |
| MG05 | Senzoku        | 洗足     | ｜ |                                                                             | Meguro               | Tokyo     |
| MG06 | Ōokayama       | 大岡山   | ●  | ●Linea Tōkyū Ōimachi                                                        | Ōta                  | Tokyo     |
| MG07 | Okusawa        | 奥沢     | ｜ |                                                                             | Setagaya             | Tokyo     |
| MG08 | Den-en-chōfu   | 田園調布 | ●  | ●Linea Tōkyū Tōyoko                                                         | Ōta                  | Tokyo     |
| MG09 | Tamagawa       | 多摩川   | ●  | ●Linea Tōkyū Tamagawa                                                       | Ōta                  | Tokyo     |
| MG10 | Shin-Maruko    | 新丸子   | ｜ |                                                                             | Nakahara-ku Kawasaki | Kanagawa  |
| MG11 | Musashi-Kosugi | 武蔵小杉 | ●  | ■ Linea Nambu ■ Linea Yokosuka ■ Linea Shōnan-Shinjuku ● Linea Tōkyū Tōyoko | Nakahara-ku Kawasaki | Kanagawa  |
| MG12 | Motosumiyoshi  | 元住吉   | ｜ |                                                                             | Nakahara-ku Kawasaki | Kanagawa  |
| MG13 | Hiyoshi        | 日吉     | ●  | ●Linea Tōkyū Tōyoko ■Linea verde (Metropolitana di Yokohama)                | Kōhoku-ku Yokohama   | Kanagawa  |

## Materiale rotabile
- Tokyo Metro serie 9000 treni a 6 carrozze
- Toei serie 6300 treni a 6 carrozze
- Ferrovia rapida Saitama serie 2000 treni a 6 carrozze
- Tokyu serie 3000 treni a 6 carrozze
- Tokyu serie 5080 treni a 6 carrozze